# K정치혁신연합당
K정치혁신연합당(케이정치혁신연합당)은 2022년에 창당된 대한민국의 정당이다. 본래 이 당은 더밝은미래당이라는 이름으로 창당되었으나, 이후 2024년 K정치연합당 창당준비위원회가 합류하여 현재의 당명으로 변경했다. 2024년 총선 투표지에는 가나다순에 따라 케이정치혁신연합당으로 부여된다. 총선이 끝난 후에 해산을 선언하였다.

## 주요 선거 결과

### 국회의원 선거
|  | 0% |

|  | 0.01% |

|  | 0% |